# Hendrika van Tussenbroek

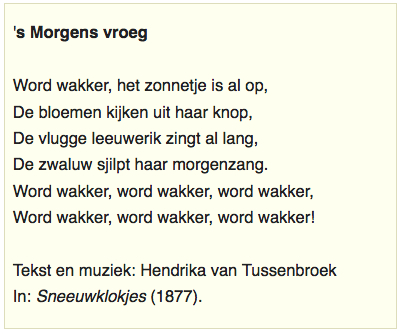
De eerste van 2 strofen. Tekst en muziek naar de liedbundel Kun je nog zingen. Muziek afspelen (midi, 20 sec.):
Bestand:Tussenbroek-word-wakker-zonnetje-muziek.mid

Hendrika Cornelia van Tussenbroek (Utrecht, 2 december 1854 – Doorn, 21 juni 1935) was een Nederlandse componiste, tekstdichteres en zang- en pianolerares in Amsterdam en Utrecht.
Zij legde zich met name toe op het schrijven van kinderliedjes. Van haar hand zijn onder meer 'Wij dansen hand aan hand' en 'Wordt wakker, 't zonnetje is al op'.

## Leven en werk
Hendrika van Tussenbroek was de dochter van  Gerardus van Tussenbroek (of: Tusschenbroek), meestertimmerman bij de schutterij, en Cornelia van der Voort. Haar zuster was arts en feministe Catharine van Tussenbroek.
Hendrika van Tussenbroek studeerde in Utrecht bij Richard Hol (piano, zang, harmonie en compositieleer) en daarna bij Johan Wagenaar. Ze gaf zangles in Utrecht en in Amsterdam, gaf pianoles onder meer volgens de De Sonnaville-methode en was als muzieklerares verbonden aan de Sarphati-meisjesschool (Amsterdam) en aan een normaalschool.
Tussenbroek schreef kinderliedjes, kindercantates, een kinderoperette en zij bewerkte fabels van La Fontaine. Deels schreef zij zelf de liedteksten. Ze was bevriend met componiste Catharina van Rennes en schreef onder meer muziek voor tekstdichteres Jacoba Mossel.
Een aantal liedjes met muziek van haar hand werd opgenomen in de liedbundel Kun je nog zingen, zing dan mee (eerste druk in 1906). Door de populariteit en lange drukgeschiedenis van dit liedboek (41e druk in 1986) konden deze liedjes decennialang in ruime kring bekend blijven. Het gaat om de liedjes:
- 'Alle knoppen springen los, alle bloemen komen kijken' (tekst: Van Tussenbroek)
- 'Mei spreidt zijn bloesem weer over struik en boomen' (tekst: Van Tussenbroek)
- 'Nu bloeien in 't jonge gras niet meer Meizoentjes wit en geel' (tekst: J.D.C. van Dokkum)
- 'Weer zwelt de knop, weer groent het kruid, o, laat m' er uit, o, laat m' er uit' (tekst: J.N. van Hall)
- 'Wordt wakker, 't zonnetje is al op' (tekst: Van Tussenbroek)

Twee van haar liedjes werden vervolgens opgenomen in het hiervan afgeleide kinderliedboek Kun je nog zingen, zing dan mee! Voor jonge kinderen (1912): het meiliedje 'Wij dansen hand aan hand'; en 'Wordt wakker 't zonnetje is al op' (beide eigen teksten).
Van Tussenbroek bleef ongehuwd. De laatste jaren van haar leven bracht ze door in rusthuis Het Woudhuis te Doorn. Daar overleed zij op 21 juni 1935, in de leeftijd van 80 jaar. Ze werd begraven op de begraafplaats aan de Amersfoortseweg in Doorn.
Catharina van Rennes (1858-1940), Nelly van der Linden (1869-1926) en Hendrika van Tussenbroek worden beschouwd als belangrijke componistes voor de ontwikkeling van het Nederlandse kinderlied eind negentiende en begin twintigste eeuw.

## Composities (selectie)
- Sneeuwklokjes, eenstemmige kinderliederen met teksten van Jan Pieter Heije, met een voorwoord van Gustaaf Adolf Heinze (1887)
- Uit en thuis, zes eenstemmige liederen met klavierbegeleiding, opus 12, met G.W. Lovendaal en Jan Pieter Heije (1894)
- De drie kaboutertjes, naar Grimm, kinderoperette in drie bedrijven (1896)[5]
- Van vogels en bloemen, 6 eenstemmige kinderliederen met klavierbegeleiding, opus 14 (tekst: Jan Dirk Christiaan van Dokkum) (1897)
- Speelliedjes, met klavierbegeleiding (1903)
- Zonnespel en schemering, 6 eenstemmige kinderliederen, met klavierbegeleiding (met C.H. de Jong) (1907)
- Fabels van La Fontaine (1913)
- Liedekens blijde in donkere tijden, nieuwe speelliedjes (1918)
- Goeien avond speelman, 10 liedjes voor kleine kleuters (ca. 1921)
- De schoone in het slapende Bosch, een 20e-eeuws sprookje in de vorm van een zangspel (1924)
- De lentewind waait! liedjes voor de voorbereidende en de lagere school (bundel samengesteld door J. Veldkamp en K. Veldkamp) (1927)
- De geleende koekepan, kluchtspel met zang voor jonge meisjes
- Meidoorn, acht tweestemmige liederen met klavierbegeleiding (tekst: J.N. van Hall)
- Op lichte vleugelen, 7 liederen voor eene zangstem (met H.W. van der Mey)
- Sneeuwklokjes, eenstemmige kinderliederen met klavierbegeleiding (met Jan Pieter Heije)
- 6 Tweestemmige Hollandsche Liederen met Klavierbegeleiding opus 8 op teksten van Jan Pieter Heije
- Wie geen R kan zeggen die blijft thuis, kinderlied opus 9
- Zoo worden loome tongen los, kinderlied, opus 10
- Een raadseltje in het koren en nog iets, opus 15
- Wijde luchten, zes tweestemmige kinderliederen, opus 16
- Hei! t' Was in de mei, vijf tweestemmige kinderliederen, opus 19
- Een oud sprookje, voor kinderkoor, opus 20
- Van manestralen en zonneglans, kinderlied, opus 21

## Foto's van Hendrika van Tussenbroek

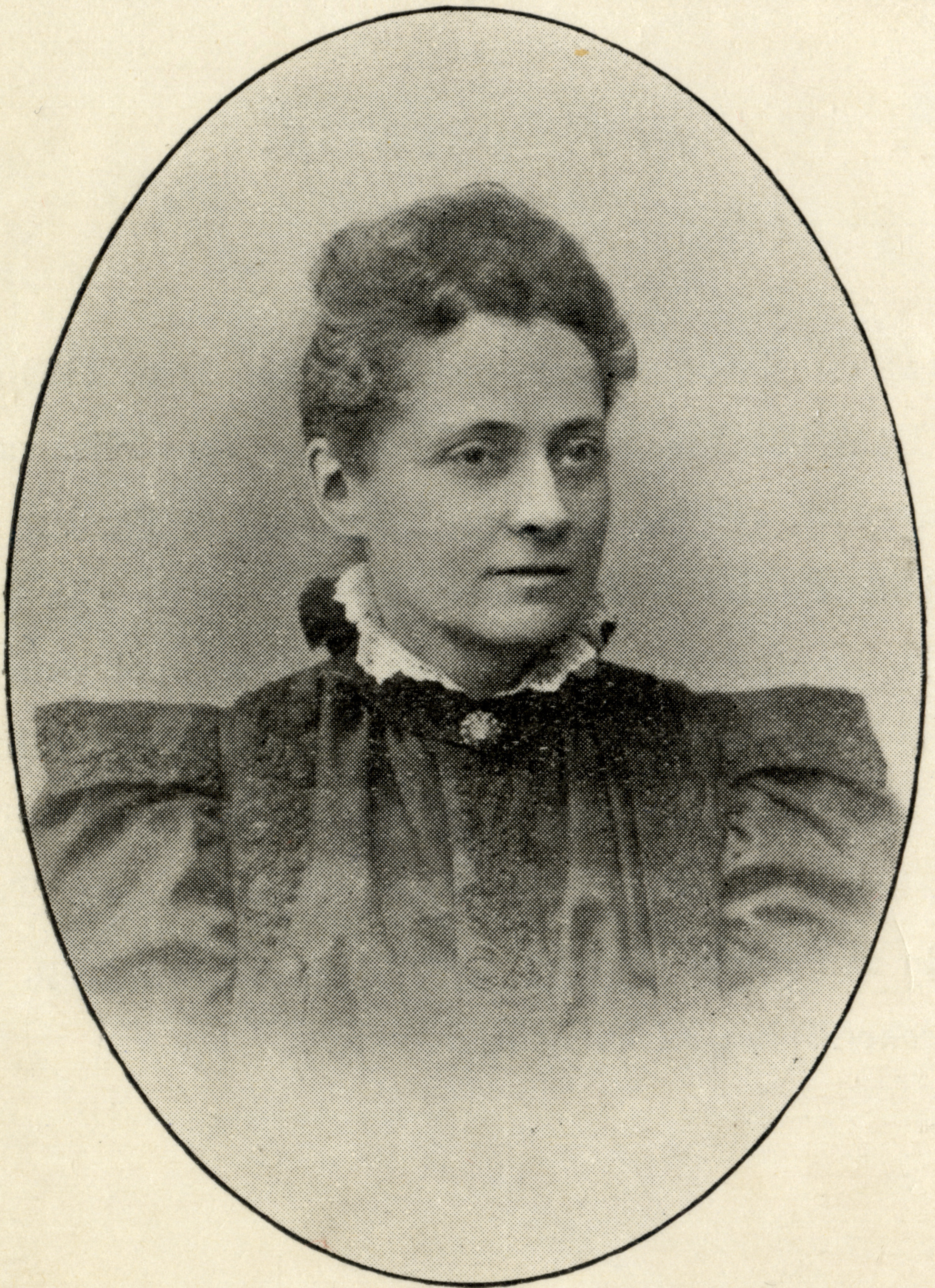
Hendrika van Tussenbroek, ca. 1880.
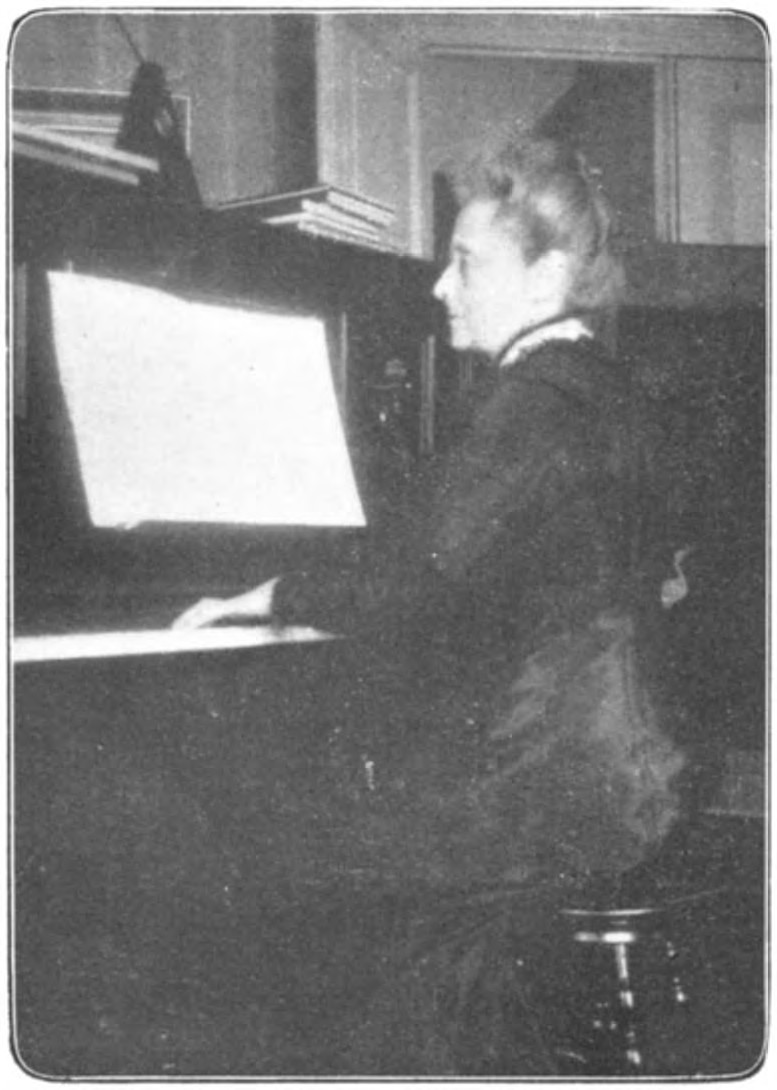
Hendrika van Tussenbroek, ca. 1911.